# Ligne Sillim du métro de Séoul
La ligne Sillim (en coréen : 서울 경전철 신림선 et officiellement en anglais : Sillim Line) est une ligne de métro automatique de type Véhicule automatique léger totalement intégrée dans le métro de Séoul, en Corée du Sud.
Elle est ouverte à l'exploitation en 2022.

## Situation sur le réseau

Plan du réseau du métro de Séoul (2023)

## Histoire
La ligne de métro automatique, de type Véhicule automatique léger, est équipé de pneus en caoutchouc avec guidage latéral sur des poutres en béton, longue de 7,8 km est mise en service le 28 mai 2022.

## Infrastructure

### Ligne
La ligne est longue de 8,1 km.

### Stations
La ligne dispose de 11 stations, toutes situées sur le territoire de Séoul. Quatre de ces stations sont en correspondance avec les 1, 2, 7, et 9 du métro de Séoul.
| Code | Station                                                | Correspondance | Distance en km | Distance cumulée | Ville | Arrondissement  |  |
| ---- | ------------------------------------------------------ | -------------- | -------------- | ---------------- | ----- | --------------- |  |
|      |                                                        |                |                |                  |       |                 |  |
| S401 | Saetgang                                               |                | ---            | 0.0              | Séoul | Yeongdeungpo-gu |  |
| S402 | Daebang (Sungae Hospital)                              |                | 0.6            | 0.6              | Séoul | Yeongdeungpo-gu |  |
| S403 | Seoul Regional Office of Military Manpower             |                | 0.9            | 1.5              | Séoul | Yeongdeungpo-gu |  |
| S404 | Boramae                                                |                | 0.6            | 2.1              | Séoul | Dongjak-gu      |  |
| S405 | Parc de Boramae                                        |                | 0.6            | 2.7              | Séoul | Dongjak-gu      |  |
| S406 | Hôpital de Boramae (Korea Specialty Contractor Center) |                | 0.8            | 3.5              | Séoul | Dongjak-gu      |  |
| S407 | Danggok                                                |                | 0.5            | 4.0              | Séoul | Gwanak-gu       |  |
| S408 | Sillim                                                 |                | 0.7            | 4.7              | Séoul | Gwanak-gu       |  |
| S409 | Seowon                                                 |                | 0.7            | 5.4              | Séoul | Gwanak-gu       |  |
| S410 | Seoul National University Venture Town                 |                | 1.1            | 6.5              | Séoul | Gwanak-gu       |  |
| S411 | Gwanaksan (Seoul National Univ.)                       |                | 1.1            | 7.6              | Séoul | Gwanak-gu       |  |
|      |                                                        |                |                |                  |       |                 |  |

## Exploitation
Le parc comporte dix rames de trois voitures